# Переулок Ратманского
Переулок Ратманского (укр. Провулок Ратманського) — исчезнувший переулок в Подольском районе города Киева, местность Подол. Пролегал от Улицы Ратманского до Почайнинской улицы.

## История
Переулок возник в 1-й половине XIX века под названием Телячий. Название переулок Ратманского (в честь Михаила Самойловича Ратманского, одного из организаторов комсомольского движения на Украине) получил в 1952.
Ликвидирован 1981 в связи с частичным изменением застройки.